# Georges Braunschweig
Pour les articles homonymes, voir Braunschweig (homonymie).
Georges Braunschweig, né à La Chaux-de-Fonds le 15 mars 1892 et mort dans la même ville le 9 avril 1975, est un industriel suisse, fondateur de l'entreprise Le Porte Échappement Universel SA.

## Biographie
Georges Braunschweig est issu d'une famille israélite immigrée d'Alsace installée dans la région depuis le milieu du XIXe siècle. Son père Alphonse Braunschweig (1855-1906) disparaît tragiquement dans une crevasse au MendelPass, dans le Tyrol du Sud, le 10 août 1906. On ne retrouvera son corps qu'en juillet 1907.[réf. nécessaire]
Georges Braunschweig obtient en 1914 un diplôme d'ingénieur en électricité à l'École polytechnique fédérale de Zurich puis il se rend en 1918 aux États-Unis mais il doit très vite revenir en Suisse à la suite de la mort de son frère aîné Arnold (1884-1918). Il reprend avec son autre frère Lucien (1885-1958) l'entreprise familiale Election qui fait faillite douze ans plus tard en 1930. Georges Braunschweig fonde alors en 1931 à La Chaux-de-Fonds l'entreprise Le Porte Échappement Universel SA avec Frédéric Marti, rencontré sur les bancs de l'école polytechnique. Le but de l'entreprise : offrir une réponse au problème de fiabilité des montres, notamment avec les problèmes de solidité de l'ensemble balancier - échappement - spiral. Démarre alors la fabrication de modules de haute qualité interchangeables et adaptables aux principaux calibres horlogers du marché. En 1933, le brevet pour l'« INCABLOC » est déposé. Ce sera un succès mondial et Georges Barunschweig favorise la recherche et le développement tout en assurant un produit de qualité dont la promotion se fait de manière novatrice.
Georges Braunschweig fonde, en 1944, le Club 44 ayant pour but d'ouvrir un espace de réflexion et de débat sur les changements et les défis nouveaux. Il va s'investir de manière forte dans sa réalisation culturelle : d'un point de vue financier via la Fondation Portescap, et d'un point de vue personnel. Lors de l'assemblée constitutive, il est élu président, devenant le moteur et l'animateur de l'institution et impliquant ses propres relations pour faire venir des personnalités prestigieuses au Club 44.
Dès 1958, Georges Braunschweig cède la direction de l'entreprise à son fils Philippe Braunschweig. En 1965, le père et le fils renomment Le Porte Échappement Universel SA en Portescap et initient la production de micromoteurs, comme diversification. Dans les années 1980, l'arrivée du quartz fragilise l'entreprise. Aujourd'hui, celle-ci est en mains américaines. En revanche, le rachat du brevet de l'Incabloc par la famille Zutter a permis de continuer sa fabrication à La Chaux-de-Fonds.